# Daungha
Daungha (nep. दौंघा) – gaun wikas samiti w zachodniej części Nepalu w strefie Lumbini w dystrykcie Gulmi. Według nepalskiego spisu powszechnego z 2001 roku liczył on 630 gospodarstw domowych i 3015 mieszkańców (1717 kobiet i 1298 mężczyzn).